# Super Hero Family
Pour les articles homonymes, voir Superhero.
Super Hero Family ou Les Surhumains au Québec (No Ordinary Family) est une série télévisée américaine en vingt épisodes de 44 minutes créée par Greg Berlanti et Jon Harmon Feldman, diffusée entre le 28 septembre 2010 et le 5 avril 2011 sur le réseau ABC et en simultané au Canada sur le réseau CTV.
En France, la série est diffusée depuis le 10 juin 2011 sur Canal+ Family puis dans l'année 2011 sur Canal+ sous le titre original, à partir du 18 décembre 2012 sur 6ter, dès le 21 octobre 2013 sur M6 et depuis le 4 novembre 2015 sur Série Club sous le titre de Super Hero Family. En Belgique, depuis le 8 juillet 2011 sur Be Séries et au Québec, à partir du 7 février 2012 sur Ztélé.

## Synopsis
La famille Powell est une famille comme les autres. Mais un jour, alors que les Powell survolent l'Amazonie pour aller en vacances, leur avion s'écrase dans un lac dans la forêt amazonienne. À la suite de cet événement, ils se découvrent des pouvoirs surnaturels. Le père, Jim, dessinateur de portrait robot pour la police, se retrouve doté d'une force et d'une invulnérabilité surhumaines. La mère, Stéphanie, scientifique, devient la femme la plus rapide du monde et peut désormais se déplacer à une vitesse supersonique. Leur fille ainée, Daphne, est devenue télépathe, et peut entendre les pensées de n'importe qui. Quant au fils cadet, J.J., il obtient des capacités intellectuelles surdimensionnées et passe subitement de simplet à surdoué.

## Distribution

### Acteurs principaux
- Michael Chiklis (VF : Patrick Floersheim) : Jim Powell
- Julie Benz (VF : Juliette Degenne) : Stephanie Powell
- Kay Panabaker (VF : Kelly Marot) : Daphne Powell
- Jimmy Bennett (VF : Maxime Baudouin) : J. J. Powell
- Autumn Reeser (VF : Fily Keita) : Katie Andrews
- Romany Malco (VF : David Krüger) : George St. Cloud
- Stephen Collins (VF : Jean-Luc Kayser) : Dr Dayton King
- Josh Stewart (VF : Thierry Wermuth) : Will puis Joshua (The Watcher en VO)

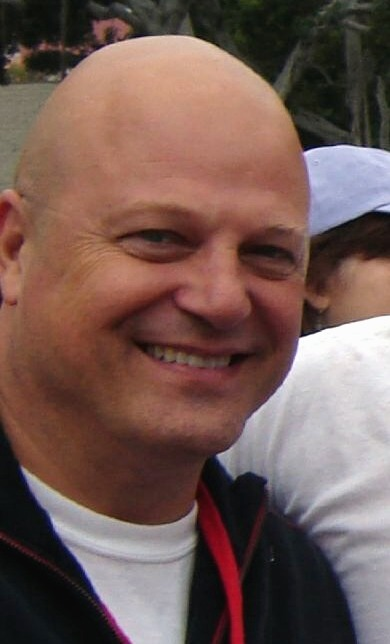
Michael Chiklis interprète Jim Powell.
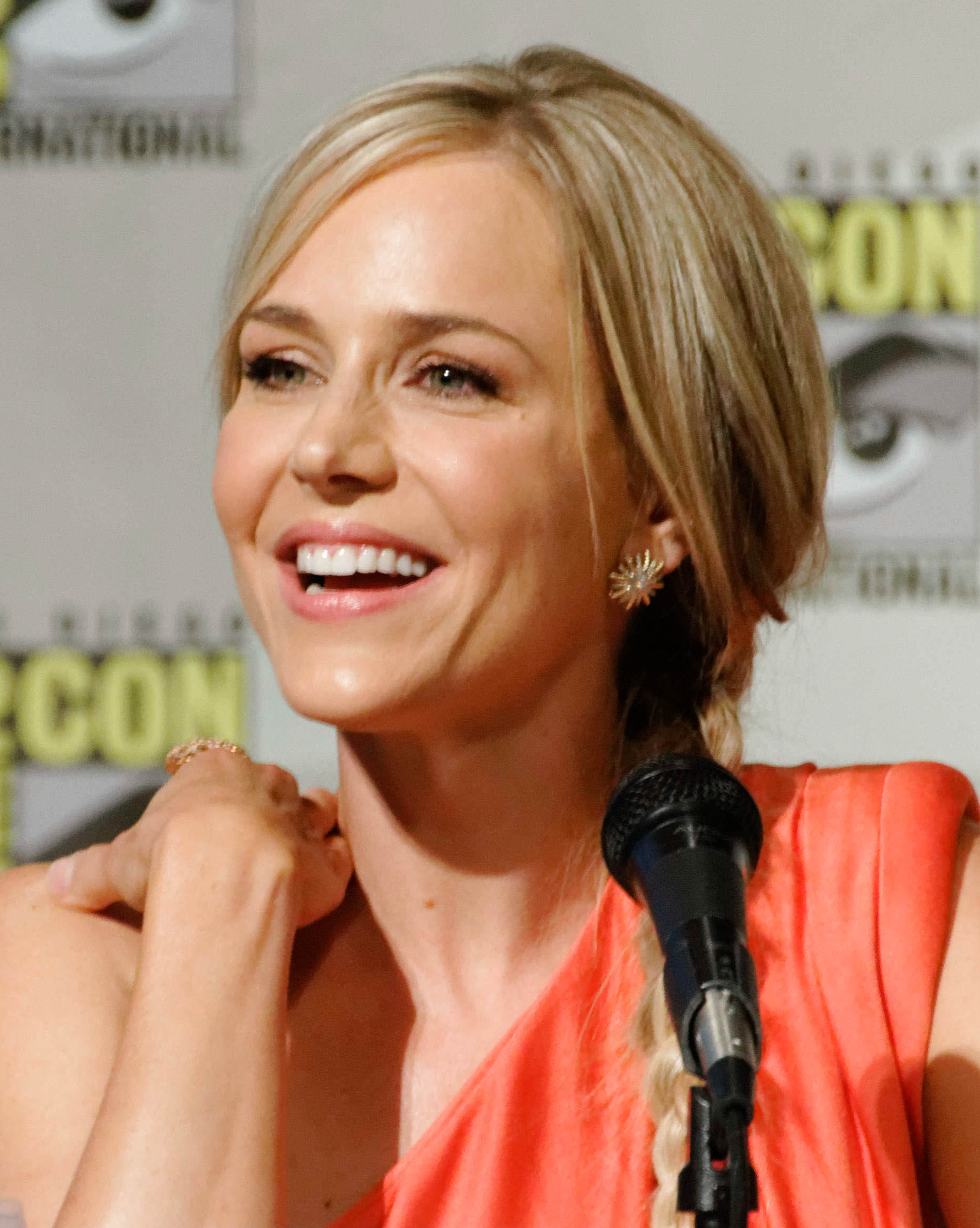
Julie Benz interprète Stephanie Powell.
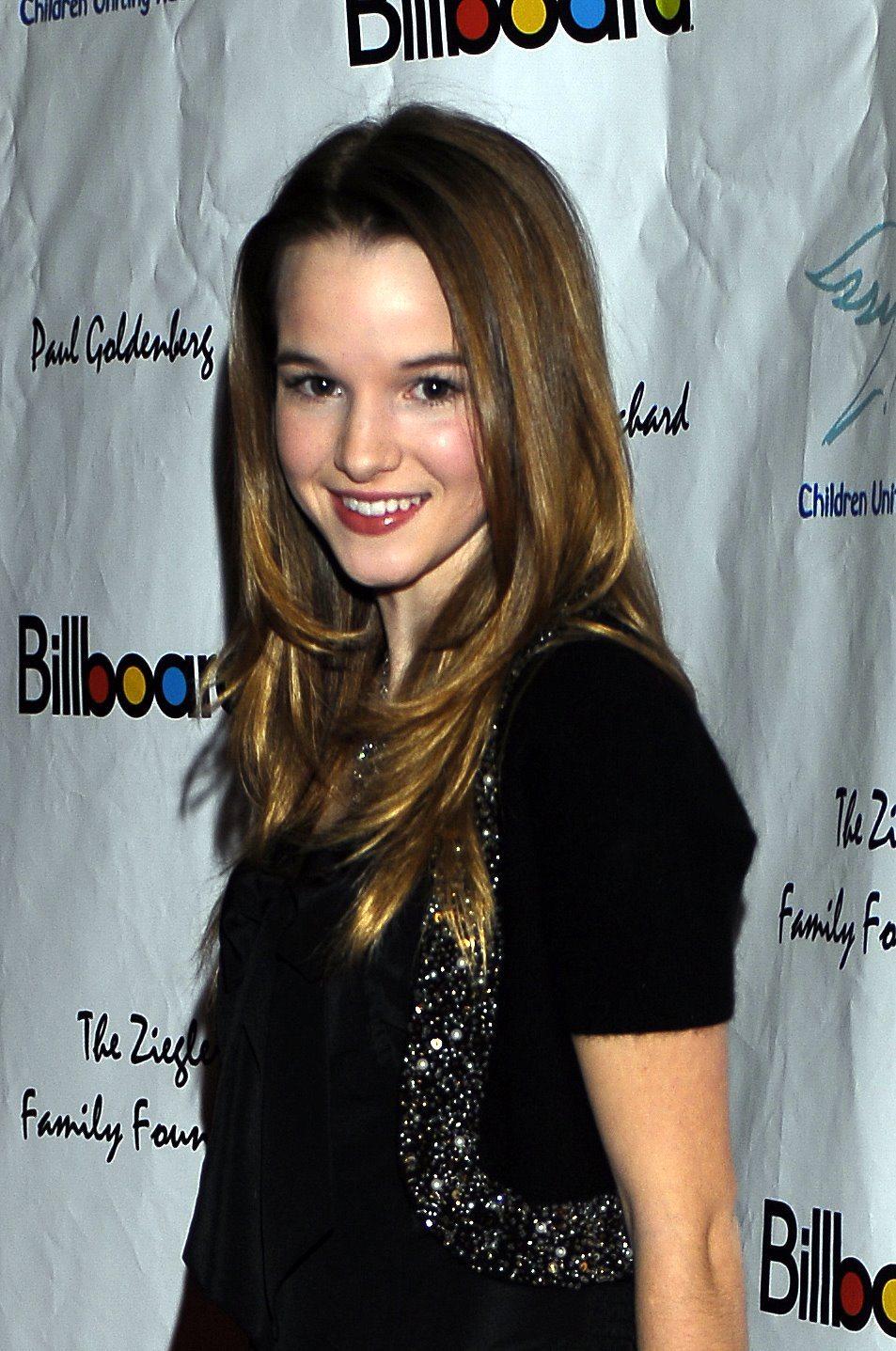
Kay Panabaker interprète Daphne Powell.
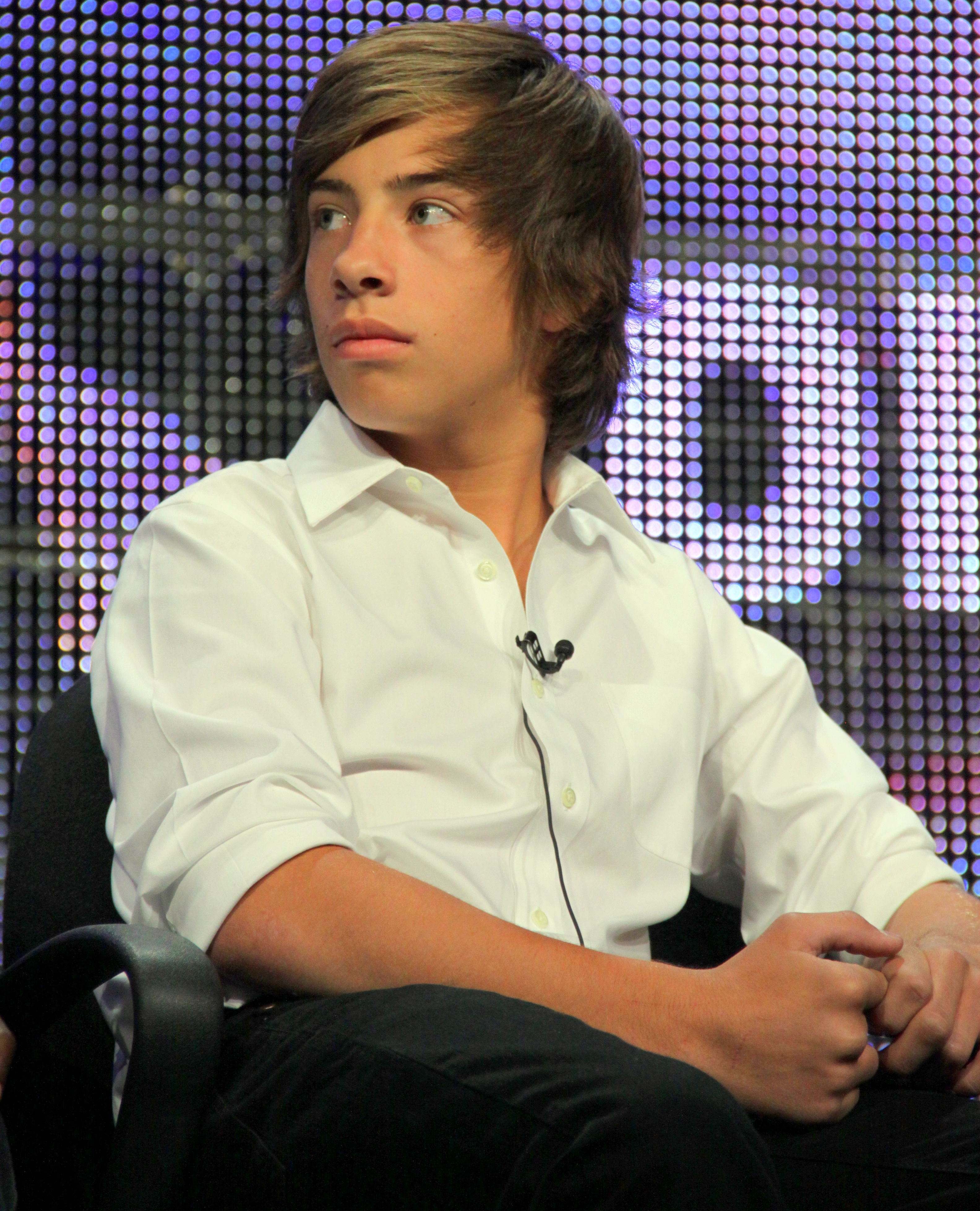
Jimmy Bennett interprète J.J. Powell.
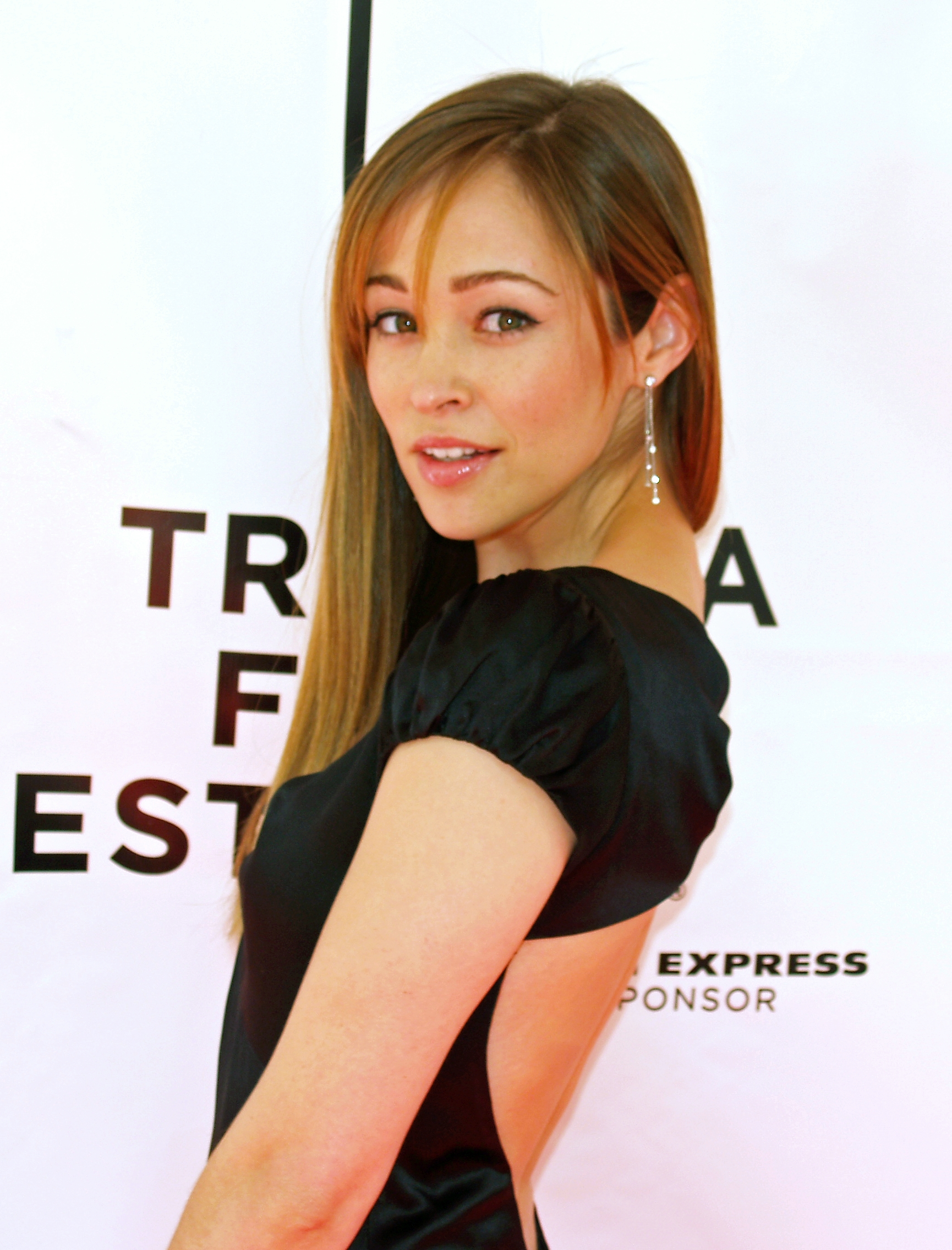
Autumn Reeser interprète Katie Andrews.
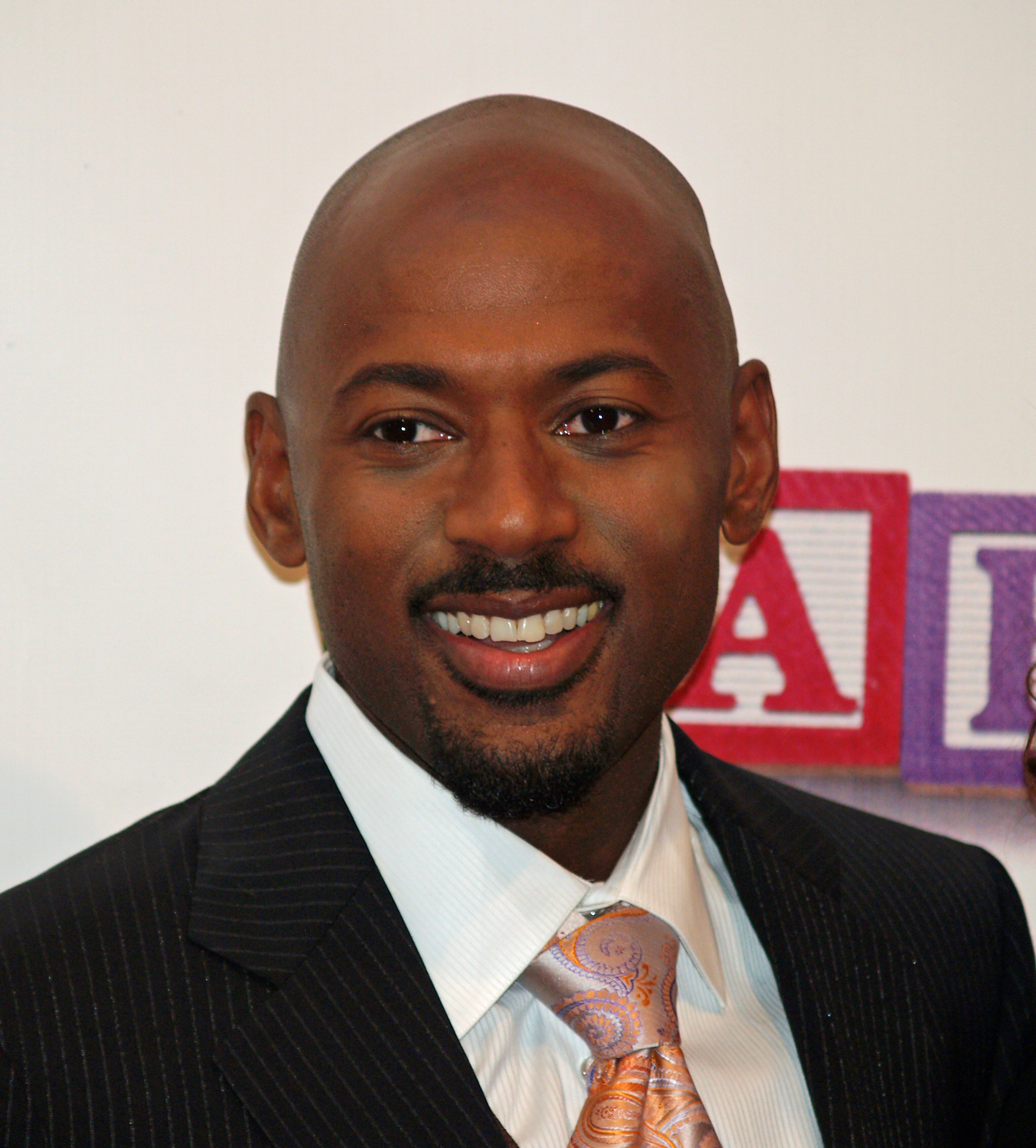
Romany Malco interprète George St. Cloud.
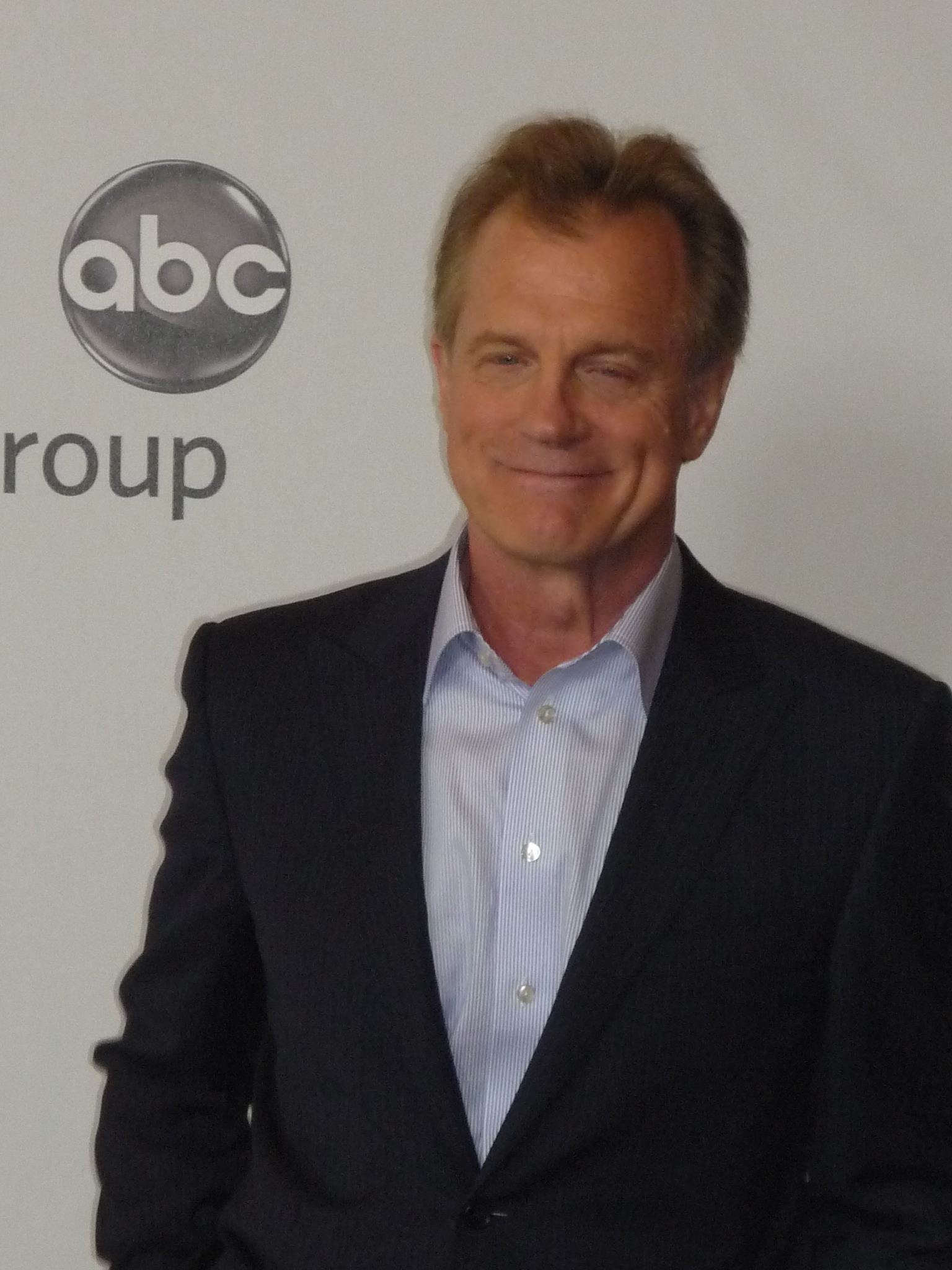
Stephen Collins interprète Dr Dayton King.
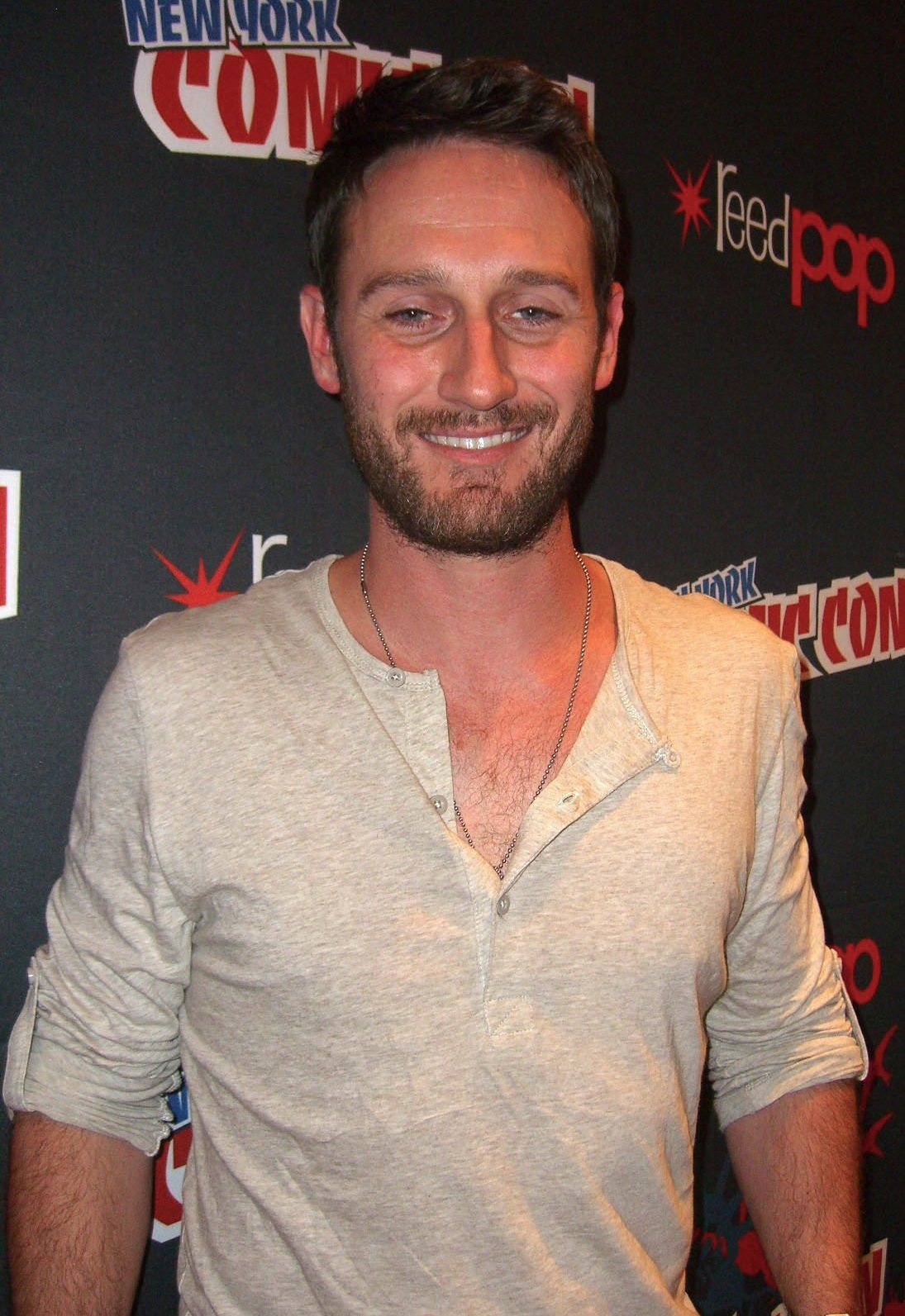
Josh Stewart interprète The Watcher

### Acteurs secondaires
- Jason Antoon (en) (VF : Cédric Dumond) : M. Litchfield
- Guillermo Diaz (VF : Marc Perez) : inspecteur Franck Cordero
- Reggie Lee (VF : Bertrand Liebert) : Dr Francis Chiles
- Luke Kleintank : Chris Minor
- Katelyn Tarver (VF : Ludivine Maffren) : Nathalie Poston
- Rebecca Mader (VF : Odile Cohen) : Victoria Morrow
- Lucy Lawless (VF : Denise Metmer) : Helen Burton

### Invités
- Tate Donovan (VF : Constantin Pappas) : Mitch McCutcheon, le pilote (épisode 1)
- Gilland Jones (VF : Adeline Chetail) : Emily (épisode 1)
- Chord Overstreet (VF : Yoann Sover) : Lucas Fisher (épisode 1, remplacé par Nathan Keyes dans un autre pilote)
- Jamie Harris : Reed Koblenz (épisode 1)
- Christina Chang : inspecteur Yvonne Cho (épisodes 1 et 2)
- Julia Campbell (VF : Christiane Ludot) : Nina Claremont (épisode 2)
- Madisen Beaty (VF : Leslie Lipkins) : Sara Berg (épisode 3)
- Tim Kelleher (VF : Luc Boulad) : Andrew Meyers (épisode 4)
- Tricia Leigh Fisher (VF : Anne Rondeleux) : Alice Costigan (épisode 4)
- Rachel Miner (VF : Dorothée Pousséo) : Rebecca Jessup (épisode 5)
- Max Greenfield (VF : Olivier Destrez) : M. Robbins (épisode 5)
- Amy Gumenick (VF : Noémie Orphelin) : Olivia (épisode 5)
- Jackson Rathbone (VF : Yoann Sover) : Trent Stafford (épisode 6)
- Bruce McGill (VF : Vincent Grass) : Allan Crane (épisode 6)
- Cybill Shepherd : Barbara Crane (épisode 6)
- Mimi Kennedy (VF : Brigitte Virtudes) : Susan Volson (épisode 7)
- Brooke Nelson (VF : Anne Tilloy) : Kristy Duncan (épisode 7)
- Amy Acker (VF : Léa Gabrièle) : Amanda Grayson (épisodes 7 et 8)
- Jean-Luc Bilodeau (VF : Alexandre Nguyen) : Brett Martin (épisodes 7 et 8)
- James Harvey Ward (en) (VF : Yannick Blivet) : Omar (épisode 8)
- Alex Solowitz (en) (VF : Boris Rehlinger) : Theo Patton (épisode 9)
- Rick Schroder (VF : Alexandre Gillet) : Dave Cotten (épisode 11)
- Annie Wersching (VF : Laurence Dourlens) : Michelle Cotten (épisode 11)
- Jason Wiles (VF : Ludovic Baugin) : Mike Powell (épisode 12)
- Andrew Rothenberg (VF : Fabien Jacquelin) : Austin Davies (épisode 13)
- Ethan Suplee (VF : Olivier Cordina) : Tom Seeley (épisode 14)
- Betsy Brandt : Dr Lena Hopkins (épisode 14)
- Anthony Michael Hall (VF : Xavier Fagnon) : Roy Minor, le père de Chris (épisode 16)
- Tricia Helfer (VF : Laura Préjean) : Sophie (épisode 17)
- Eric Balfour (VF : Jérémy Bardeau) : Lucas Winnick (épisodes 17 et 18)
- Robert Picardo (VF : Bernard Alane) : M. Lance (épisode 18)
- Raphael Sbarge (VF : Guillaume Lebon) : O'Bannon (épisode 19)

## Production

### Développement
Le pilote a été commandé à la fin janvier 2010. Le 12 mai 2010, la série est commandée, puis six jours plus tard, place la série dans la case du mardi à 20 h à l'automne.
La série avait effectué un bon démarrage et la chaîne ABC avait commandé, le 14 octobre 2010, quatre scripts additionnels, puis neuf épisodes supplémentaires le 25 octobre, portant la série vers une saison complète de 22 épisodes,. Cependant, ABC a réduit, le 25 février 2011, sa commande d'épisodes à vingt, par suite de la chute d'audience de la série.
Le 13 mai 2011, la chaîne a annoncé l'annulation de la série.

### Casting
Le casting initial a débuté en février 2010, dans cet ordre : Michael Chiklis, Autumn Reeser, Romany Malco, Julie Benz et Christina Chang, Kay Panabaker et Jimmy Bennett, et Tate Donovan.
Le pilote de la série, n'ayant pas convaincu la chaîne, a dû être revu en y ajoutant certaines modifications. Au début juin 2010, le personnage du pilote d'avion, joué par Tate Donovan devait avoir un grand rôle mais a été supprimé. Il était même sur les premières photos promotionnelles. De même, le rôle de Christina Chang a lui aussi été drastiquement réduit. Stephen Collins décroche alors un rôle principal.
Parmi les acteurs récurrents et invités : Josh Stewart, Jackson Rathbone, Rebecca Mader, Tricia Helfer, Eric Balfour, Betsy Brandt et Lucy Lawless.

### Fiche technique
- Titre original : No Ordinary Family
- Titre français : Super Hero Family
- Titre québécois : Les Surhumains
- Créateurs : Greg Berlanti, Jon Harmon Feldman
- Réalisation : Terry McDonough, David Semel et Paul A. Edwards
- Scénario : Greg Berlanti, Jon Harmon Feldman, Allison Adler, Zack Estrin, Marc Guggenheim, Todd Slavkin
- Décors : Maria Rebman Caso
- Costumes : Wendy J. Greiner
- Photographie : Olivier Bokelberg et Joaquin Sedillo
- Montage : Anthony Miller et Tirsa Hackshaw
- Musique : Blake Neely
- Casting : Kendra Castleberry et Donna Rosenstein
- Direction artistique : Natahn Ogilvie
- Production : Joe Hartwick Jr, Samantha Thomas et Michael Cedar
  - Production exécutive : Greg Berlanti, Jon Harmon Feldman, Robert M. Sertner, Michael Chiklis, Allison Adler
- Sociétés de production : Berlanti Television, Oh That Gus! et ABC Studios (États-Unis)
- Sociétés de distribution : American Broadcasting Company (télévision - États-Unis) ; Canal+ (France)
- Format : Couleur - 1,78 : 1 - Son stéréo
- Pays d'origine :  États-Unis
- Langue originale : Anglais
- Genre : Comédie dramatique, fantastique, science-fiction
- Durée d'un épisode : 42 minutes

 Sauf indication contraire, les informations mentionnées dans cette section peuvent être confirmées par la base de données cinématographiques IMDb,  présente dans la section « Liens externes ».
- Version française réalisée par :
  - Société de doublage : Dubbing Brothers
  - Direction artistique : Jean-Philippe Puymartin
  - Adaptation des dialogues : /

 Source et légende : version française (VF) sur RS Doublage et Doublage Séries Database

## Épisodes
1. Un nouveau départ (No Ordinary Pilot)
2. Pouvoirs, mode d’emploi (No Ordinary Marriage)
3. Le Poids du secret (No Ordinary Ring)
4. Un justicier dans la ville (No Ordinary Vigilante)
5. Tremblement de terre (No Ordinary Quake)
6. Des visiteurs encombrants (No Ordinary Visitors)
7. La Révélation (No Ordinary Mobster)
8. Le Talon d’Achille (No Ordinary Accident)
9. Un anniversaire tout feu tout flamme (No Ordinary Anniversary)
10. Un acolyte anonyme (No Ordinary Sidekick)
11. Mes chers amis (No Ordinary Friends)
12. Le Frangin (No Ordinary Brother)
13. À visage découvert (No Ordinary Detention)
14. Mémoire cachée (No Ordinary Double Standard)
15. Métamorphe (No Ordinary Powell)
16. Le Sérum (No Ordinary Proposal)
17. L'Enchanteresse (No Ordinary Love)
18. Toutes griffes dehors (No Ordinary Animal)
19. Un futur peu ordinaire (No Ordinary Future)
20. Vérités (No Ordinary Beginning)

## Pouvoirs des personnages
Jim Powell
Il peut soulever 5 tonnes.
Il peut faire des bonds de plus de 400 m.
Il peut arrêter les balles de pistolet, mais tirées à courte distance elles le blessent néanmoins.
Il ne craint pas le feu.
Il ne craint pas l'électricité.
Il peut stopper les voitures, les camionnettes et même les trains.
Stéphanie Powell
Elle peut courir à une vitesse de 250 mètres par seconde soit environ 900 km/h, puis, à la suite de l'évolution de ses pouvoirs à plus de 2 500 km/h, puis plus vite que la vitesse de la lumière, ce qui lui permet de se déplacer dans le temps. Elle guérit de ses blessures rapidement grâce à son métabolisme accéléré.
Daphné Powell
Elle est capable de lire dans les pensées ou de les contrôler. Elle peut également absorber ou effacer les souvenirs des gens.
J.J. Powell
Il dispose de compétences intellectuelles sur-dimensionnées. Il utilise 38 % de son cerveau en plus que le commun des mortels, ainsi il ne peut être sous l'emprise d'un télépathe. Il peut tout apprendre quasi instantanément mais ne retient les informations que 8 heures s'il ne s'en sert pas. Il analyse le monde et voit des images des choses de façon « multimédia ».
Katie Andrews
Étant tombée enceinte de Joshua, elle dispose du pouvoir télékinésique de son bébé (qui tient ses pouvoirs de son père) pendant sa grossesse.
Joshua King
Il est télékinésiste tant qu'il prend du sérum et peut effacer les souvenirs.
Dr Dayton King
Il est immortel tant qu'il prend du sérum et possède tous les pouvoirs de la famille.
Victoria Morrow
Elle peut prendre l'apparence de n'importe quel être humain tant qu'elle prend du sérum.